# Виласанта
Виласанта (итал. Villasanta) је насеље у Италији у округу Монца и Бријанца, региону Ломбардија.
Према процени из 2011. у насељу је живело 13424 становника. Насеље се налази на надморској висини од 174 м.

## Становништво
| 1931. | 1936. | 1951. | 1961. | 1971. | 1981.  | 1991.  | 2001.  | 2011.  |
| ----- | ----- | ----- | ----- | ----- | ------ | ------ | ------ | ------ |
| 6.005 | 6.055 | 7.114 | 8.018 | 9.782 | 10.678 | 11.494 | 12.951 | 13.619 |